# Lythrum nanum
Lythrum nanum är en fackelblomsväxtart som beskrevs av Grigorij Silych Karelin och Kir.. Lythrum nanum ingår i släktet fackelblomstersläktet, och familjen fackelblomsväxter. Inga underarter finns listade i Catalogue of Life.